# Lysiopetalum lendenfeldii
Lysiopetalum lendenfeldii är en mångfotingart som beskrevs av Karl Wilhelm Verhoeff 1896. Lysiopetalum lendenfeldii ingår i släktet Lysiopetalum och familjen Callipodidae. Utöver nominatformen finns också underarten L. l. herzegowiniense.